# Schloss Marschlins

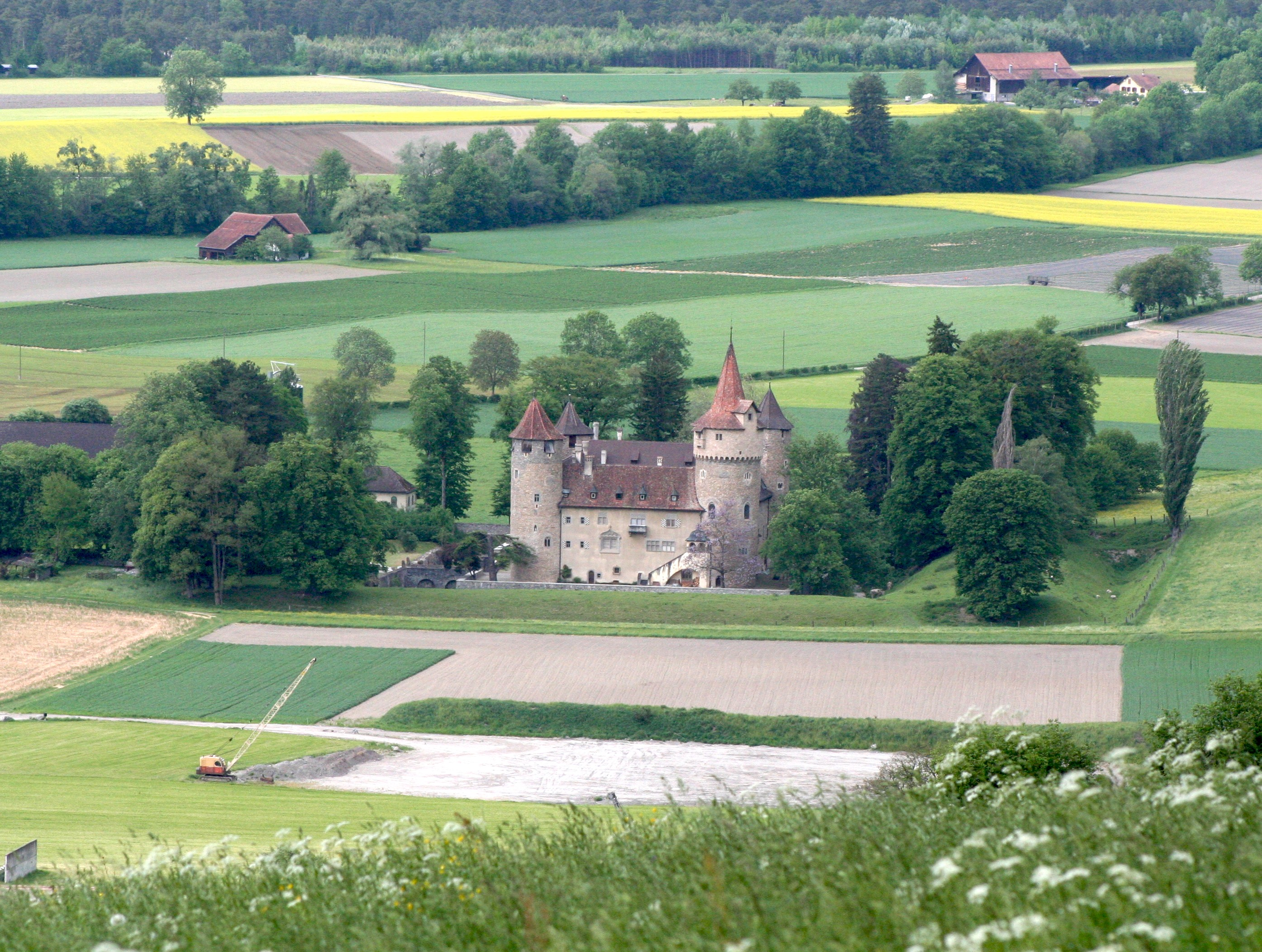
Marschlins von Süden

Das ehemalige Wasserschloss Marschlins liegt in der Ebene circa einen Kilometer nordöstlich von Igis in der Gemeinde Landquart im schweizerischen Kanton Graubünden, etwa 250 Meter von der rechten Talflanke entfernt. Der Name geht auf einen 1225 erstmals erwähnten Flurnamen Marschanines zurück, der sich von marcidus (=sumpfiger Boden) herleiten dürfte.

## Anlage
Die aussergewöhnliche Anlage ist eine bischöfliche Gründung und stammt vermutlich aus der Mitte des 13. Jahrhunderts. Ein Vorgängerbau ist nicht auszuschliessen.
Die Anlage bildet ein Rechteck von circa 34 auf 39 Metern. Um das Gebäude liegen zwei Gräben, die auf der Westseite zugeschüttet sind. Die heute trocken liegenden Gräben waren früher mit Wasser gefüllt, das vermutlich von Hangquellen im Osten des Schlosses stammte. Eine Herleitung des Wassers von der Landquart ist eher unwahrscheinlich, da ein etwa zwei Kilometer langer Kanal hätte gebaut werden müssen. Spuren davon im Gelände finden sich keine. Der Wassergraben wurde schon im 16. Jahrhundert trockengelegt.
Der Grundriss entspricht dem Typ des savoyischen Mauergevierts mit drei schwächeren Ecktürmen (Durchmesser 8,7 m) und einem stärkeren Eckdonjon mit einem Durchmesser von 11 Metern. Die heutige Form der Kegeldächer ist schon für das 17. Jahrhundert belegt. Verbindungen zum Haus Savoyen ergeben sich über Bischof Ulrich von Kyburg († 1237), dessen Bruder Graf Hartmann IV. mit Margarete von Savoyen verheiratet war.
Der Zugang erfolgt von Westen über eine Steinbrücke, die vermutlich aus dem 17. Jahrhundert stammt. Die Gebäude im Innern der Mauern liegen um einen zentralen Hof mit einer 17 Meter tiefen Zisterne. Spuren der ursprünglichen mittelalterlichen Bausubstanz finden sich nur noch im Bereich der Fundamente. Aus der Gründungszeit ausserdem die Türme und die nördlichen Mauerpartien des Osttraktes.
Nach einem Brand im Jahr 1460 wurde die Burg durch Ulrich von Brandis wieder aufgebaut, vom Aufbau haben sich jedoch keine Spuren erhalten. Nach einer Verwahrlosung um 1600 wurde Marschlins um 1635 durch Ulysses von Salis erworben, der als Maréchal de camp in französischen Kriegsdiensten zu Reichtum gekommen war. Er baute die Burg zum neuzeitlichen Schloss aus. Die zerfallenden Innenbauten wurden niedergelegt, der Ost-, West- und Nordtrakt unter Einbezug der alten Türme neu aufgebaut. Der nach diesen Umbauten frei gebliebene Raum längs der südlichen Umfassungsmauer wurde 1771 durch einen Riegelbau geschlossen und obere Bauteile des Südflügels erneuert. Die heutige Form des Schlosses ist Eugen Probst zu verdanken, dem Gründer des Schweizerischen Burgenvereins, der die Anlage 1905 umfassend renovierte und umbaute. Bei diesen Umbauten wurde auch der Südostturm um das vorkragende Obergeschoss erhöht.

## Inneres

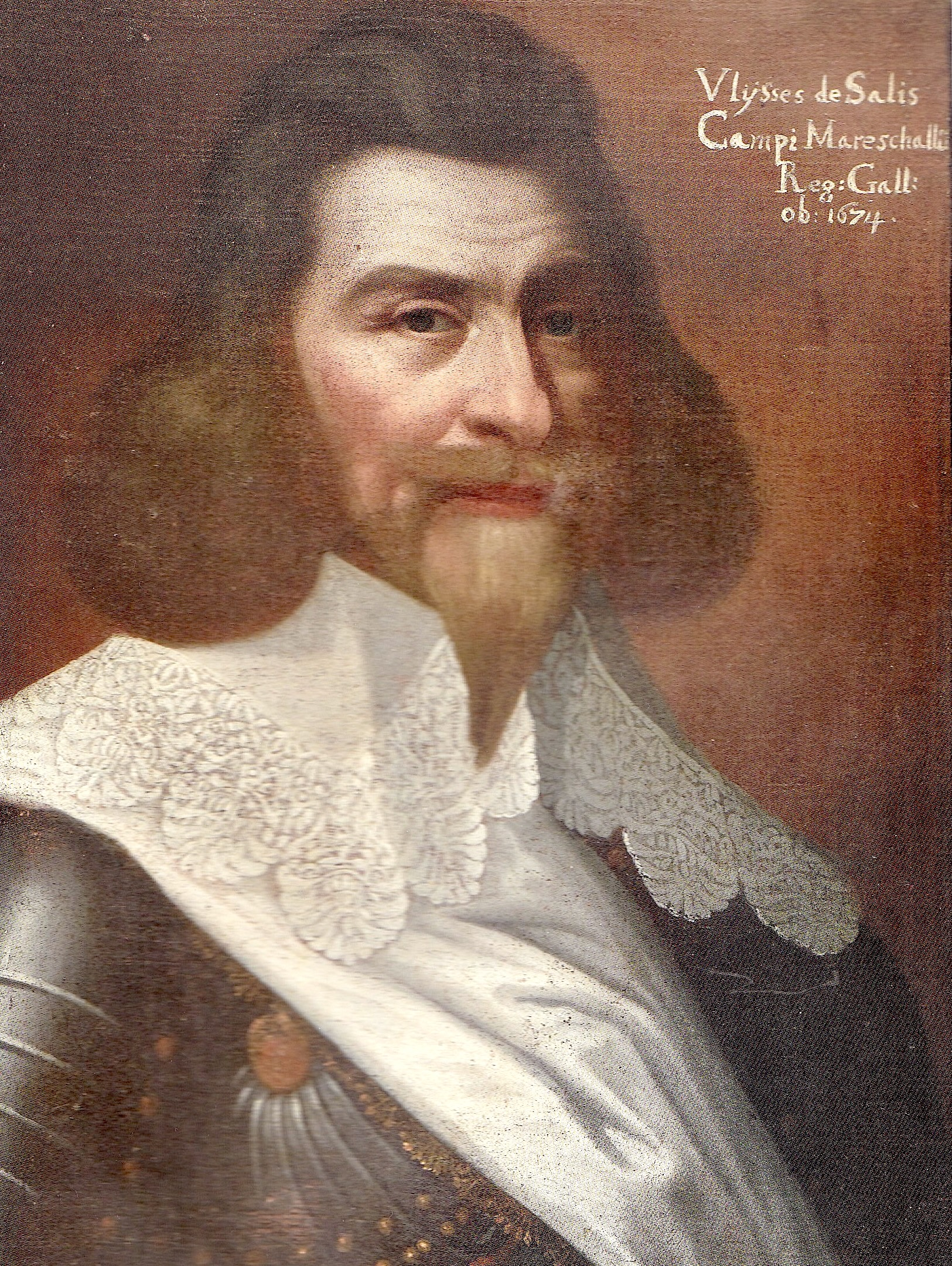
Ulysses von Salis
(1594–1674)

Im Inneren finden sich mehrere reich ausgestattete Räume. Erwähnenswert sind das «Marschallstübli» oder «Salis-Stübli» im zweiten Obergeschoss. Es entstand um 1638 unter Ulysses von Salis mit reich geschnitztem Täfer mit Intarsien aus verschiedenen Hölzern und eingelegter Kassettendecke, einem Turmofen von 1638 aus der Werkstatt Pfau aus Winterthur, einer Kabinettscheibe von 1674 mit Allianzwappen Heinrich Hirzel-Yolanda von Salis.
Die «Offiziersstube» von 1638 ist mit eingelegtem Volltäfer aus Arvenholz und einer Kassettendecke mit Salis-Wappen im Mittelfeld ausgestattet sowie einem Steckborner Ofen aus der ersten Hälfte des 18. Jahrhunderts.
Das «Goldene Stübli» entstand 1670 im zweiten Obergeschoss des Nordostturmes. Es ist besonders reich ausgestattet; die Füllungen des geschnitzten Täfers sind bemalt, unter anderem mit Schlachtendarstellungen. In den Deckenkassetten sind Darstellungen der Sonne, von dreiundvierzig Sternbildern und der vier Winde eingelassen.
Weitere Teile der Innenausstattung stammen aus anderen Regionen: aus Ilanz das Täfer aus der Casa Gronda, aus Zürich das Nussbaumtäfer aus dem «Stüssisaal» im «Haus zum Silberschmied».
In der 1771 eingerichteten Schlosskapelle im Hauptturm hängen vier Rundscheiben aus der Mitte des 17. Jahrhunderts mit Bildern der Evangelisten. Im Hof steht eine Kanone des Schweizerregiments von Salis, datiert 1676, mit dem Wappen derer von Salis.

## Geschichte

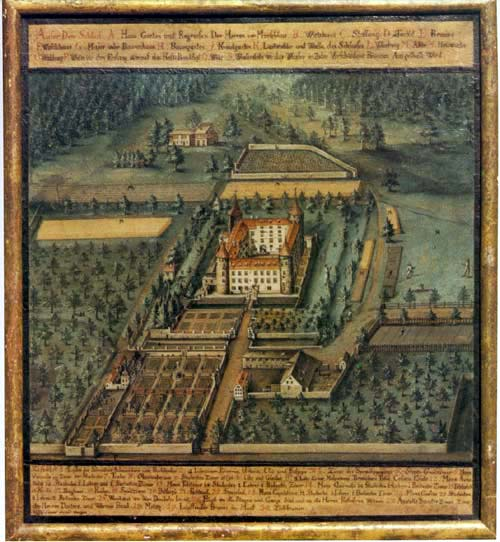
Schloss Marschlins 1775

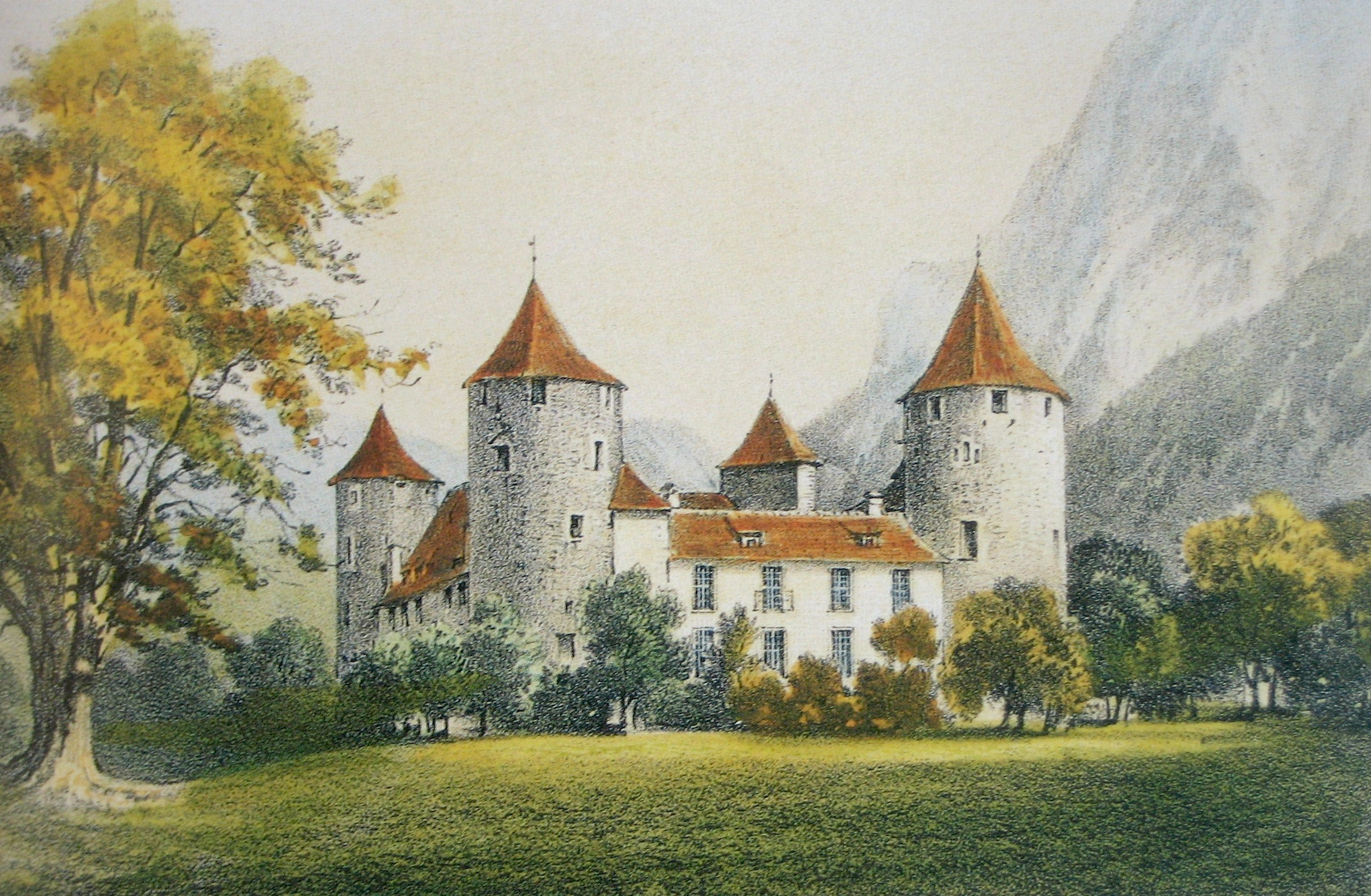
Marschlins 1870

Am 12. Mai 1324 wird Marschlins als castrum Marzhenins erstmals schriftlich erwähnt: Der Ritter Jacob von Marmels fand im Dienst der Kirche vor der Burg den Tod. 1336 stritten sich der Bischof Ulrich von Chur und Graf Ulrich von Montfort um den Besitz der Burg und vertrauten sie bis zu einer schiedsgerichtlichen Entscheidung Hug Thumb von Neuburg an. Der Bischof scheint gesiegt zu haben, denn 1337 belehnte er als Anhänger Österreichs Herzog Albrecht von Österreich mit Marschlins.
1348 bis 1354 sassen die Herren von Stadion aus dem Prättigau für Habsburg-Österreich auf der Burg, bis Herzog Albrecht sie am 3. Oktober 1354 als Lehen an Graf Friedrich von Toggenburg vergab, um so dessen Unterstützung in der Regensburger Fehde gegen Zürich und die Eidgenossen zu erhalten.
Nach dem Tod des letzten Toggenburgers 1436 kam zunächst ein Montforter Amman auf Marschlins, später kam die Anlage durch Erbschaft an die Familie Brandis, welche sie 1442 an Heinrich von Sigberg verpfändete. Marschlins blieb jedoch als bischöfliches Lehen im Besitz der Herzöge von Österreich. Nach einem Brand 1460 stritten sich die Brandis und die Sigberg über die Kosten des Wiederaufbaus. Abgeordnete der Drei Bünde entschieden, dass die Sigberg das Schloss an die Brandis zurückgeben sollten und dafür mit 2340 Gulden entschädigt werden sollte. Die Reparaturkosten sollten beiden Parteien teilen.
1462 verkaufte Herzog Sigmund von Österreich Marschlins, die bisher lang wüstlich und öde gestanden an seinen Vogt Ulrich von Brandis und setzte sich damit über Oberlehnshoheit des Bischofs hinweg. Ulrich sollte die Burg nach dem besten aufpauwen und sie für die Österreicher bereithalten. Weil Johann von Brandis seinen Anteil an den Kriegskosten für den Schwabenkrieg nicht bezahlen wollte oder konnte, verpfändete er Marschlins um 1509 an Ulrich Goeldin. 1518 wurde Marschlins von der Witwe des Lutz Gugelberg für 800 Gulden eingelöst.
Seit dem Erwerb durch Ulysses von Salis um 1635 und seinem Ausbau der Burg zur heutigen Schlossanlage war diese im Besitz der Familie von Salis, deren hiesige Linie sich daraufhin von Salis-Marschlins nannte. 1717 wurden hier die ersten Kartoffeln und der erste Mais des Kantons Graubünden angebaut. Ab 1771 war für sechs Jahre das Philanthropinum Schloss Marschlins in der Burg untergebracht, das auf Schloss Haldenstein von Martin von Planta und Johann Peter Nesemann gegründet worden war. Später wurde mit Tabakanbau, Maulbeerbäumen und Seidenspinnen experimentiert. Vom März 1799 bis Ende 1800 waren rund 10'000 Soldaten und 3000 Pferde auf dem Gut untergebracht.
1929 starb die Linie Salis-Marschlins mit der Historikerin und Frauenrechtlerin Meta von Salis-Marschlins aus. Letzter Besitzer des Schlosses aus dem bekannten Bündner Adelsgeschlecht wurde der Kantonsrichter und Grossrat Prof. Ludwig Rudolf von Salis-Maienfeld. Nach seinem Tod 1934 verkauften seine Kinder das Schloss an Gadient Engi aus Chur, der als Erfinder in der Basler chemischen Industrie Karriere machte. Seine Erben haben das Schloss einschliesslich Gutshof mit Landwirtschaft 2020 zum Verkauf ausgeschrieben. Neuer Besitzer des Schlossgutes ist gemäss Presseberichten ab August 2021 Rudolf von Liechtenstein, ein Neffe von Fürst Hans-Adam II. von Liechtenstein.

Galerie
Historisches Luftbild von Werner Friedli (1947)
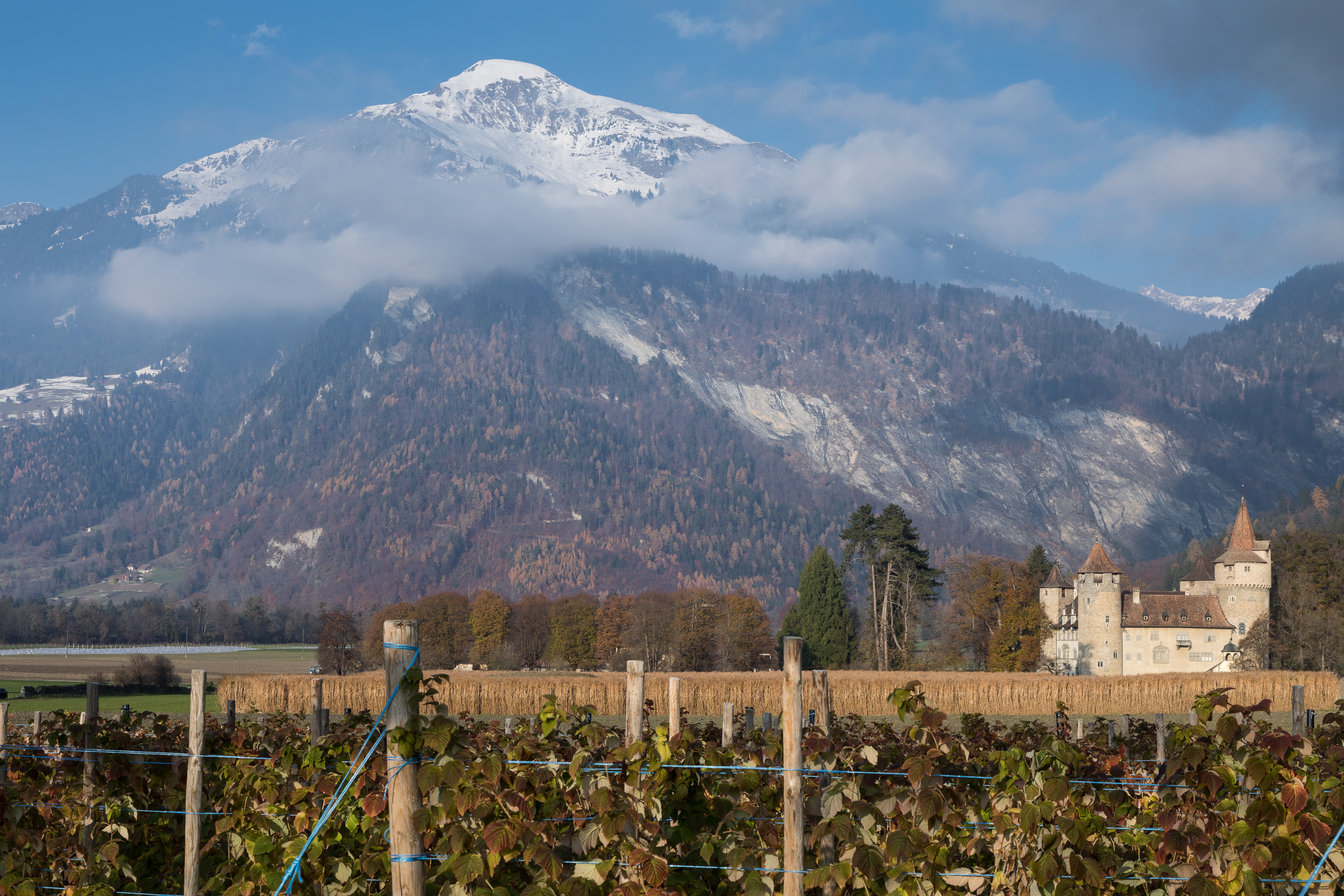
Schloss Marschlins
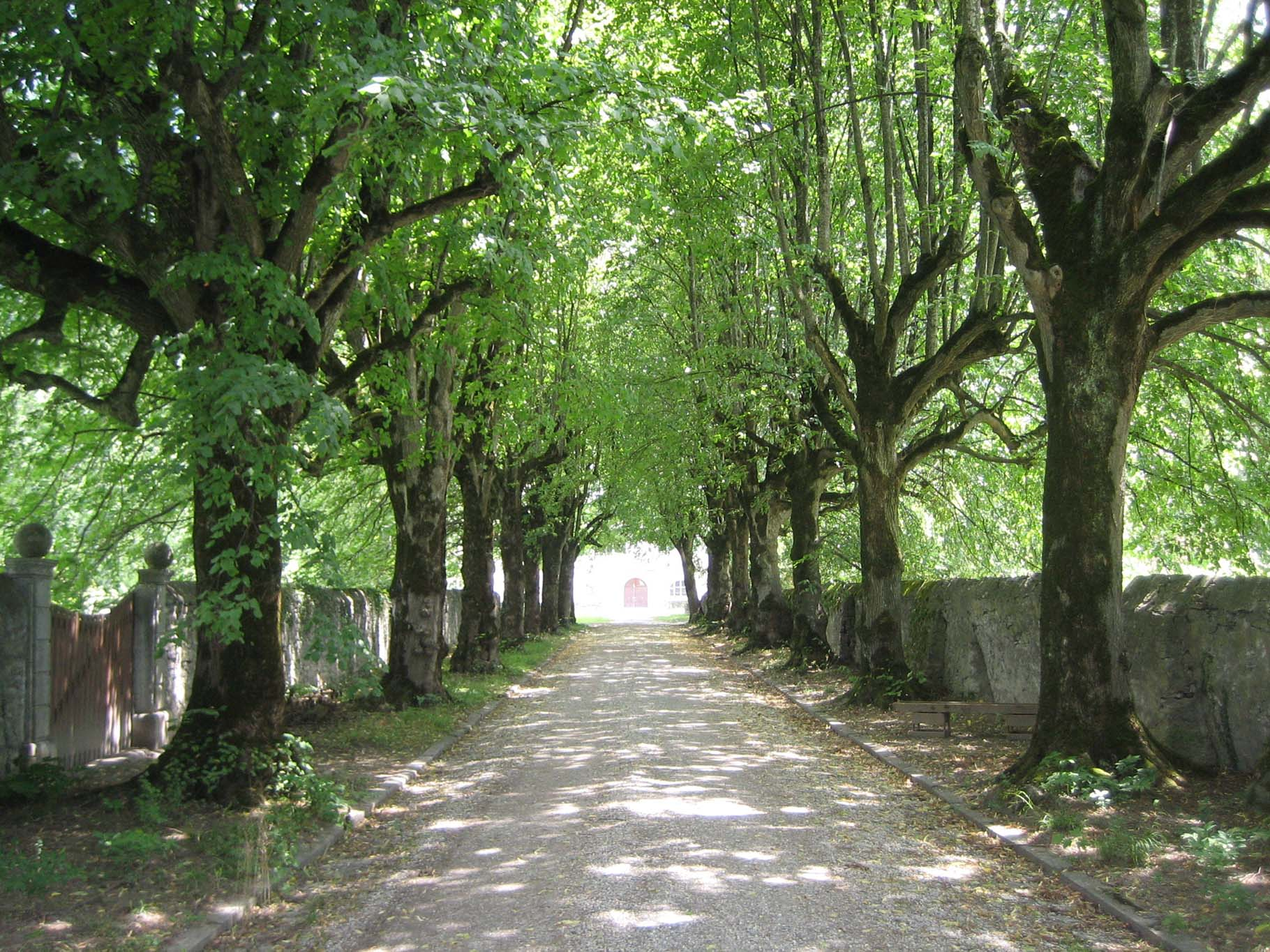
Einfahrt
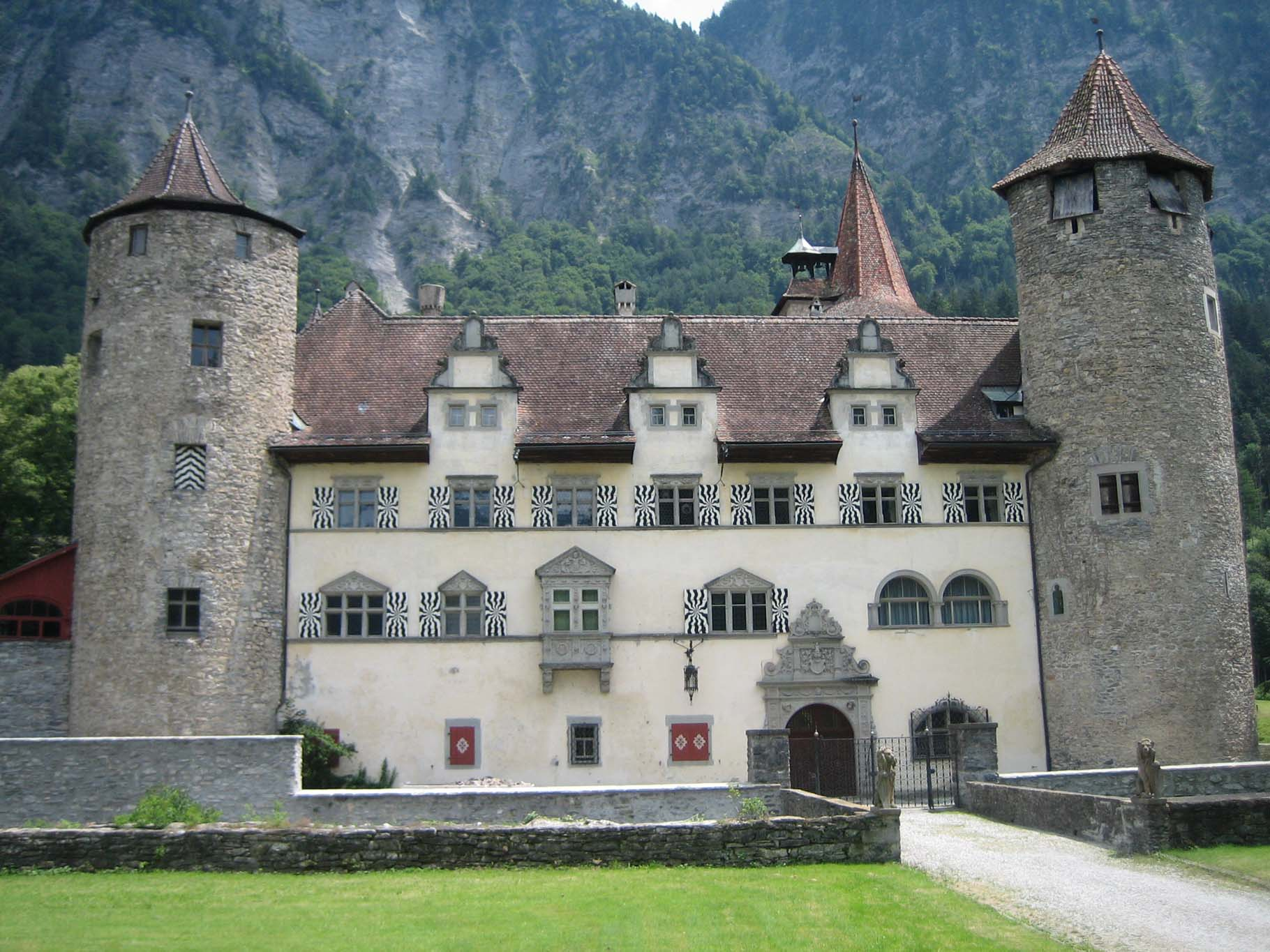
Frontseite
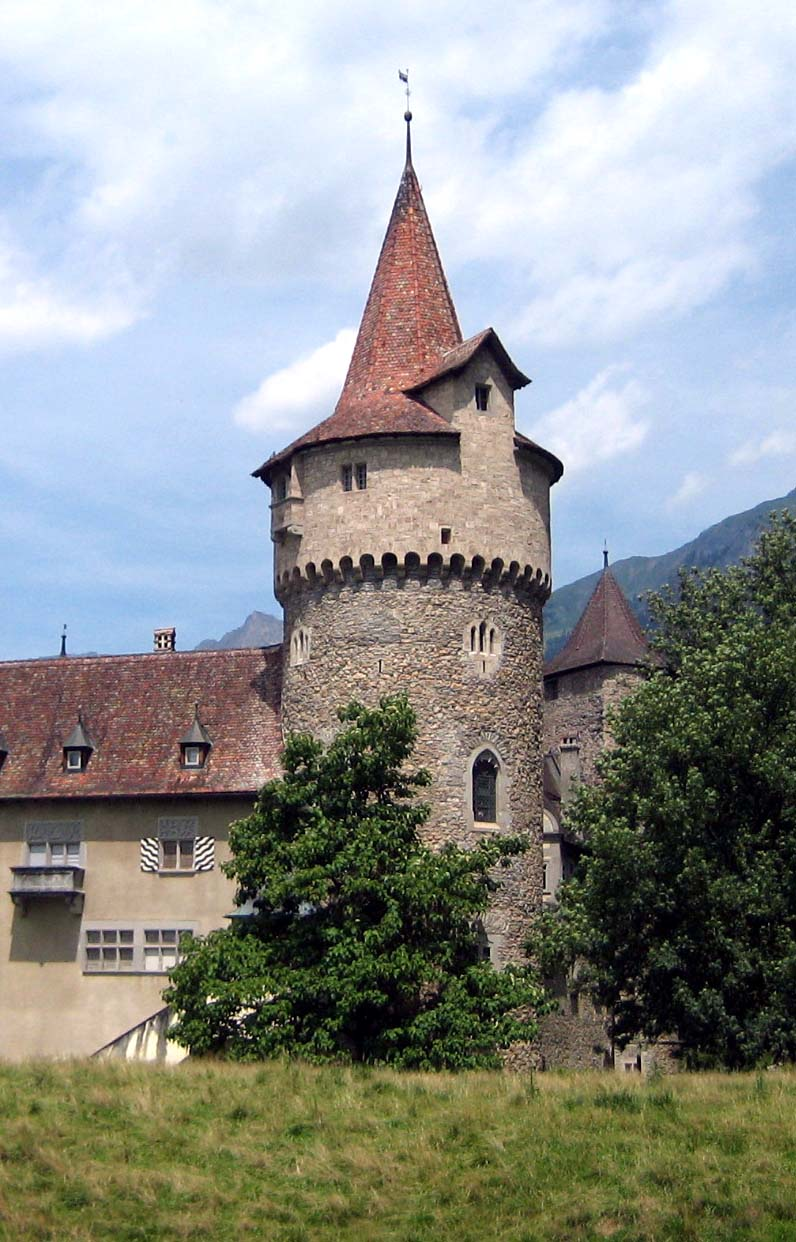
Hauptturm
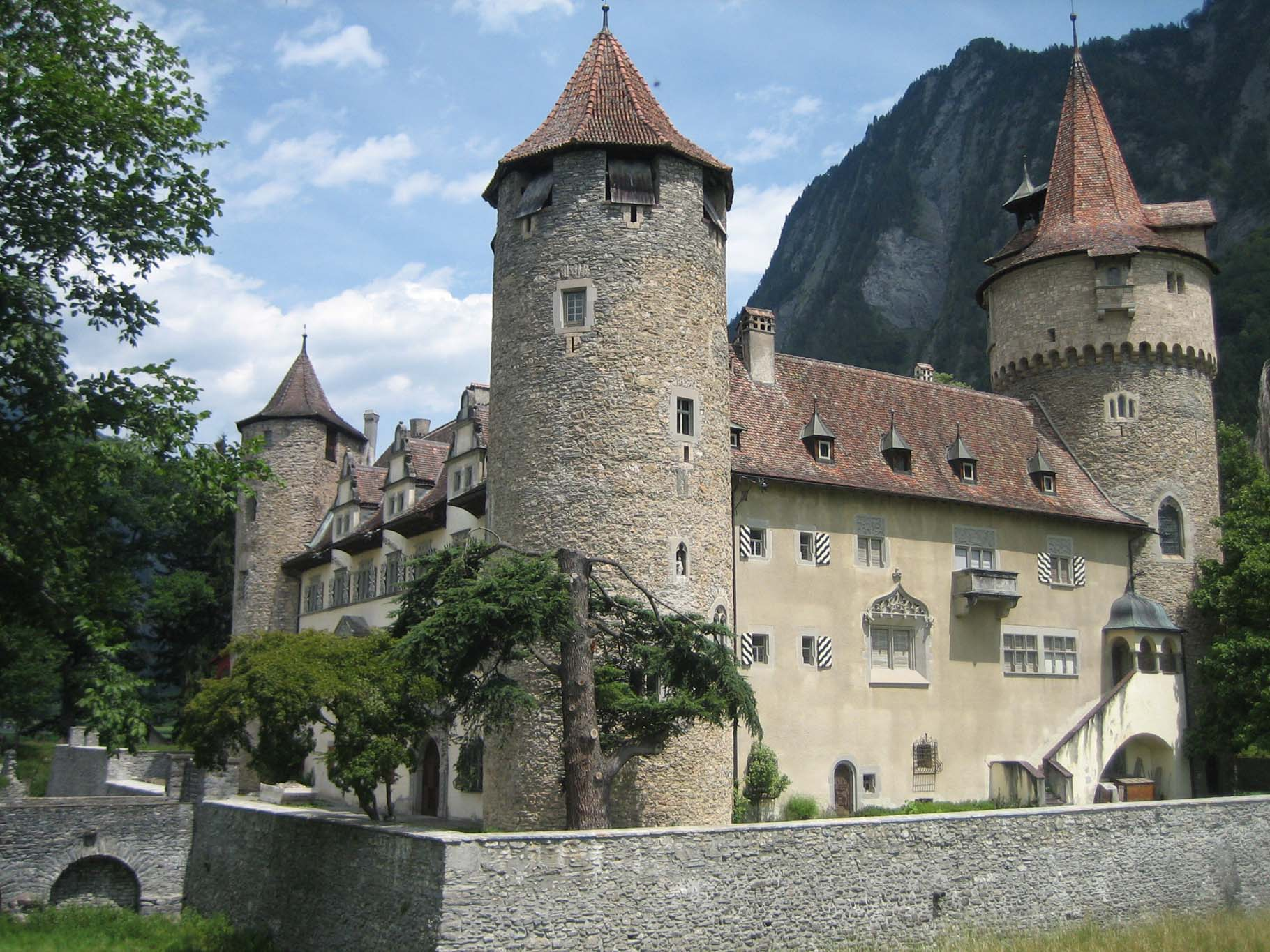
Eckturm